# برزو مهبودی
برزو مهبودی (زاده ۱۳۳۴ در کازرون)، نماینده دومین دوره مجلس شورای اسلامی از حوزه کازرون بود. وی با کسب ۲۲۵۷۳ رای از مجموع۴۴۶۱۷ رأی (۵۰٫۶ آرا) در سال ۱۳۶۳ به مجلس راه یافت. وی دارای تحصیلات حوزوی و همچنین تحصیلات دانشگاهی در رشته برق است.